# Orbitacolax dactylopterusi
Orbitacolax dactylopterusi is een eenoogkreeftjessoort uit de familie van de Bomolochidae. De wetenschappelijke naam van de soort is voor het eerst geldig gepubliceerd in 1958 door Carvalho.